# Pieta z Nesvačil
Pieta z Nesvačil  (kolem 1410–1415) je považována za dílo řezbáře označovaného jako Mistr nesvačilských soch, který se patrně vyučil v dílně Mistra Týnské Kalvárie. Socha pochází z kostela Nalezení svatého Kříže v Nesvačilech a je vystavena v expozici středověkého umění Národní galerie v Praze.

## Popis a zařazení
Socha z lipového dřeva, vzadu vyhloubená, s původní polychromií, výška 97 cm. Roku 1930 byly doplněny chybějící nohy Krista, při restaurování sochy opět odstraněny. Roku 1946 sochu restauroval F. Kotrba. 
Pieta z Nesvačil se řadí k symetrickým pietám vrcholného krásného slohu. Kompaktností vychází z tradice parléřovských piet, odkud převzala horizontální polohu Kristova těla s rukama přeloženýma přes sebe i úzkou trnovou korunu. Z této předlohy pochází i kompozice Mariina šatu pod koleny, ale schématem mísovitých záhybů a postranních kaskád drapérie již tato pieta patří k období poklasického krásného slohu. Tradičním českým motivem je plochý lem, položený přes pravé koleno Marie i límcovité uspořádání šatu nad pasem. Některými rysy se shoduje s jinými díly Mistra Týnské Kalvárie a okruhu jeho dílny, zejména s Pietou z Litoměřic nebo Madonou z františkánského kostela v Plzni, ale odlišuje ji typika tváří a chybí expresivní náboj. Oproti blízké Pietě z Jedlky je nesvačilská socha masivnější a oživena vzájemným nakloněním hlav Marie a Krista. Delikátní gesto Marie, která levou ruku klade na bezvládnou ruku syna a sklání k němu tvář navozuje psychickou atmosféru tichého smutku.
Tzv. Mistr nesvačilských soch je autorem kvalitní Madony z Nesvačil. S atribucí Piety stejnému sochaři se neztotožnili Jiří Fajt a Jan Royt. Také Jan Mikeš nalezl předlohy nesvačilské Piety spíše ve skupině soch zahraničního původu, zejména Pietě z Nonnbergu a Pietě z Lienz. Ty jsou typické tím, že Marie sedí poměrně nízko a prodloužením jejího těla sochař vyrovnává proporčně dlouhé tělo Krista. Mariina rouška splývá vpravo v bohatých kaskádách a na levé straně je podstrčena pod klopou pláště. Pro celou skupinu těchto piet je typickým rysem až přehnané nakupení skladů Mariina pláště pod Kristovou ranou nad jejím pravým kolenem. Může jít o detail s ikonografickým významem, který odkazuje ke korporálu – přehozu pod mešní víno a hostie.

### Příbuzná díla
- Pieta z Litoměřic
- Pieta z Jedlky, Národní galerie v Praze
- Pieta z kostela sv. Alžběty, Wroclaw
- Pieta z kláštera v Nonnbergu
- Pieta z Lienz
- Pieta ze Seeonu
- Pieta z kaple Hochbergů, Muzeum Narodowe ve Wroclawi

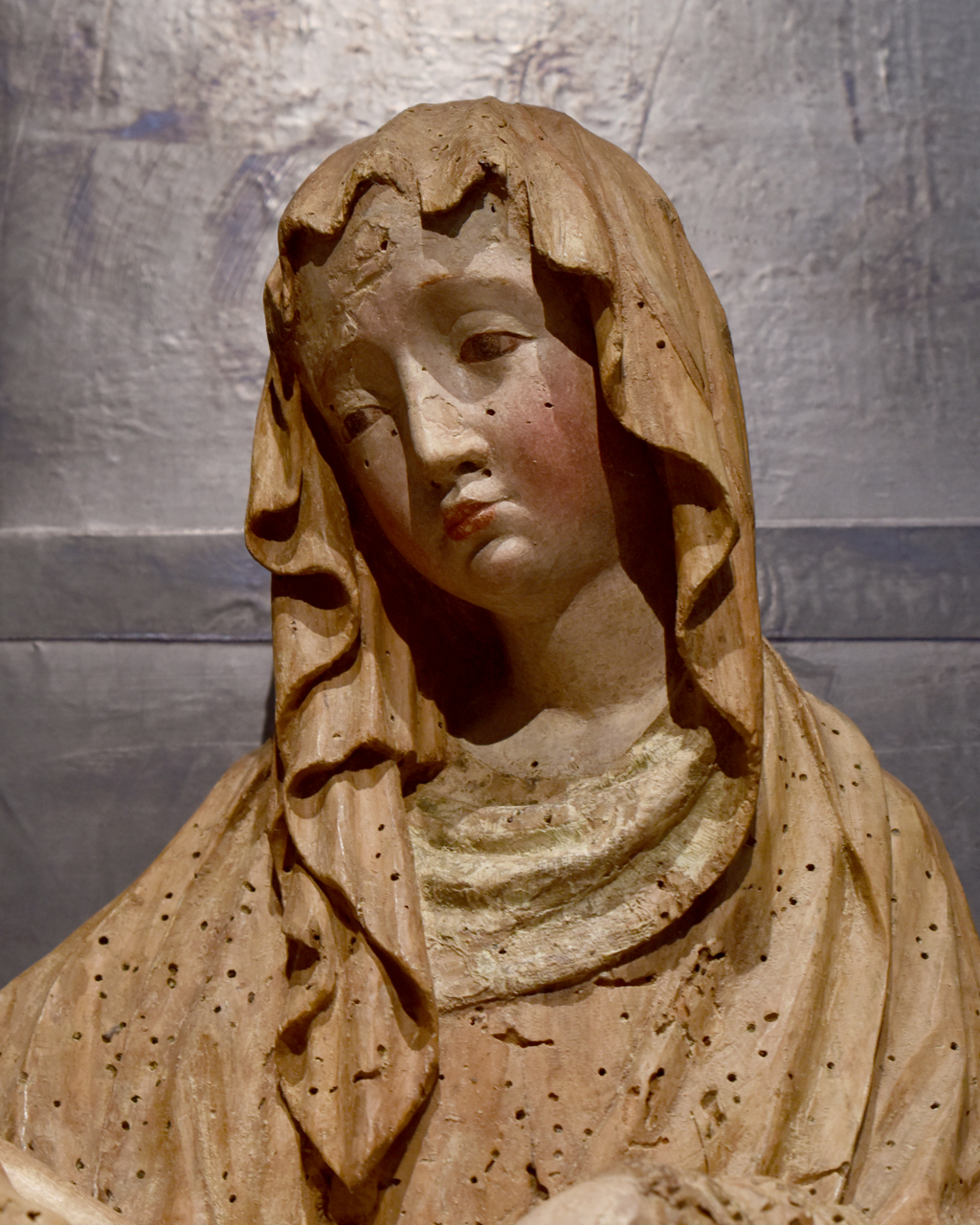
Pieta z Nesvačil, detail hlavy P. Marie
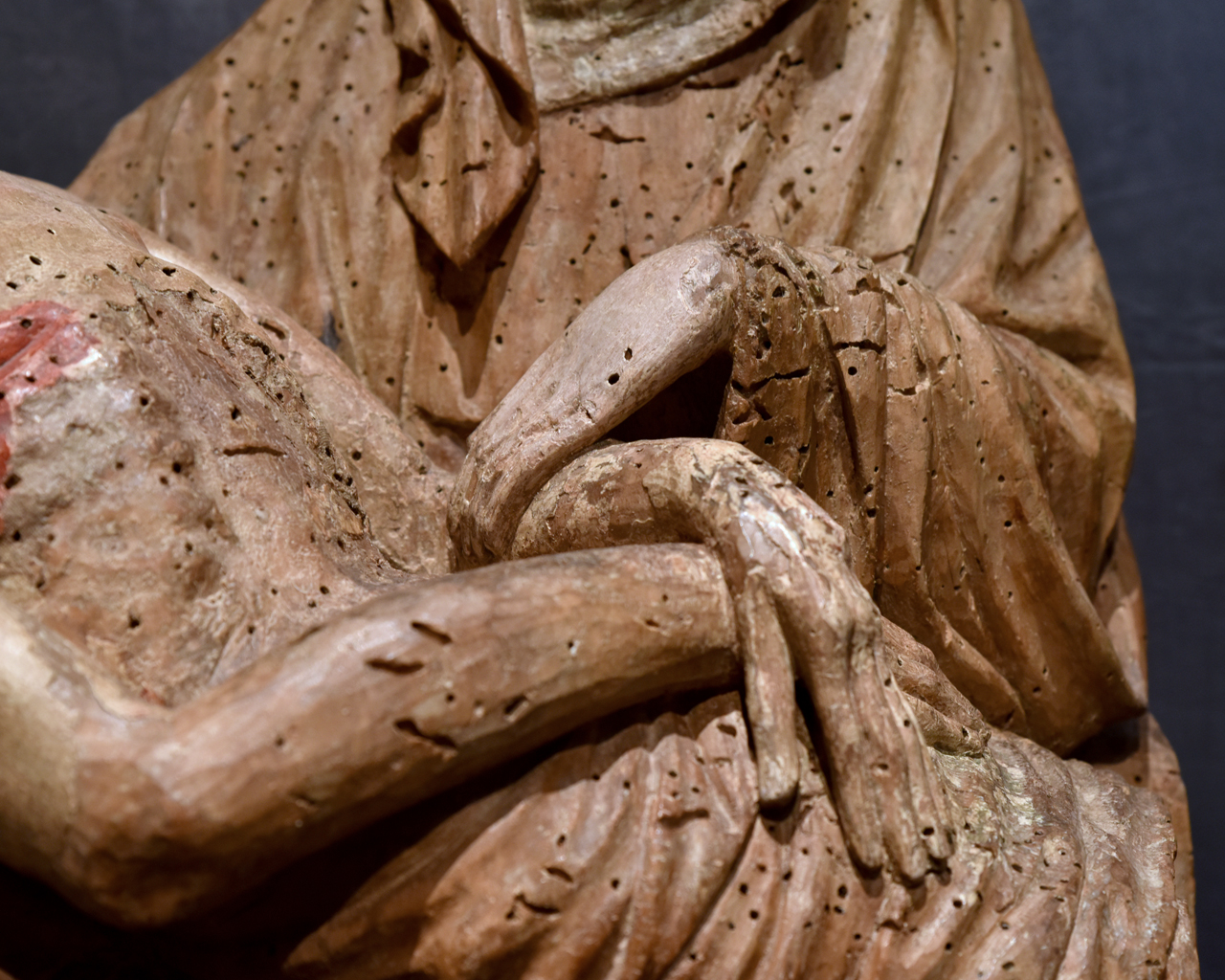
Pieta z Nesvačil, detail rukou
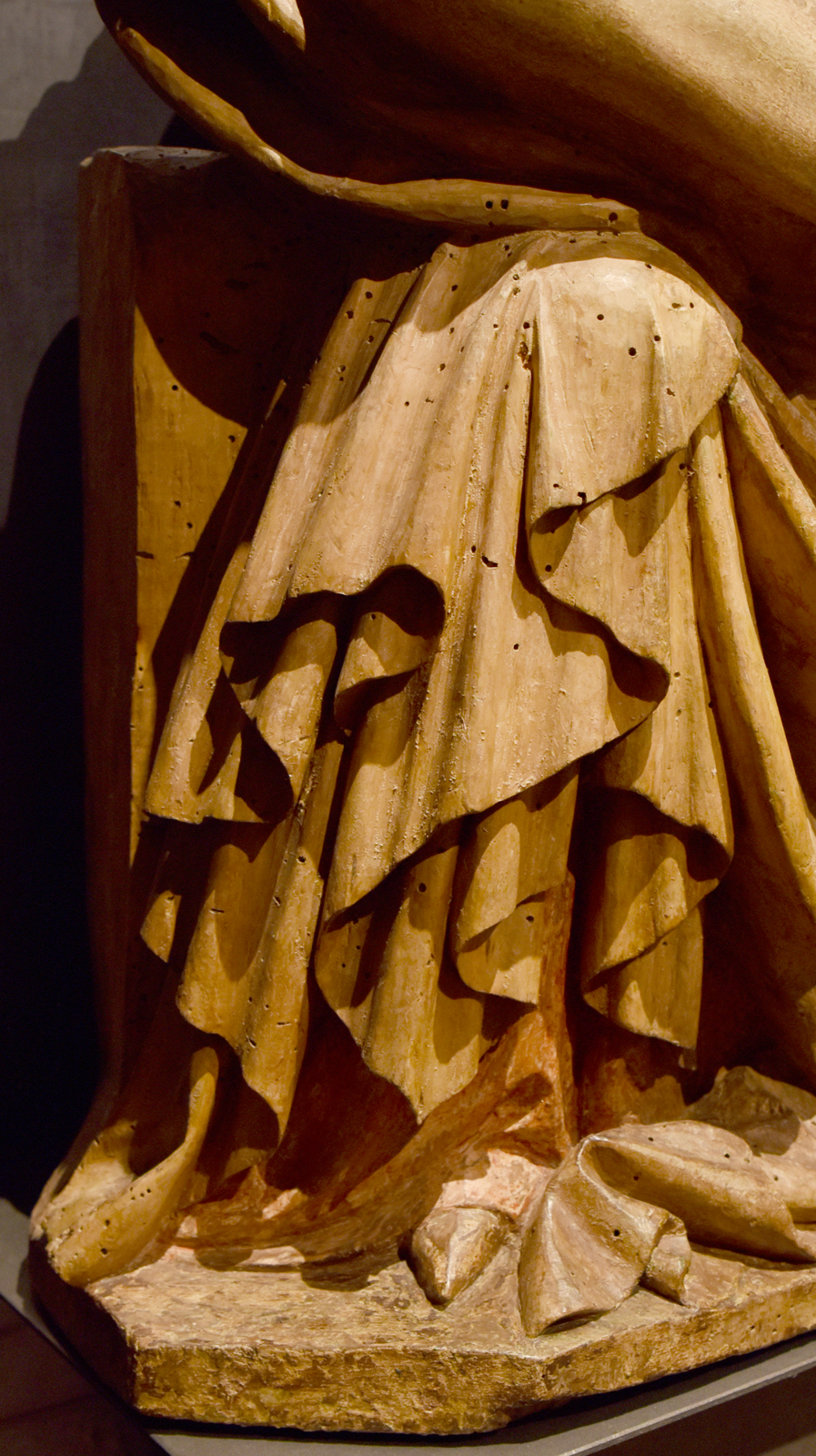
Pieta z Nesvačil, detail pláště
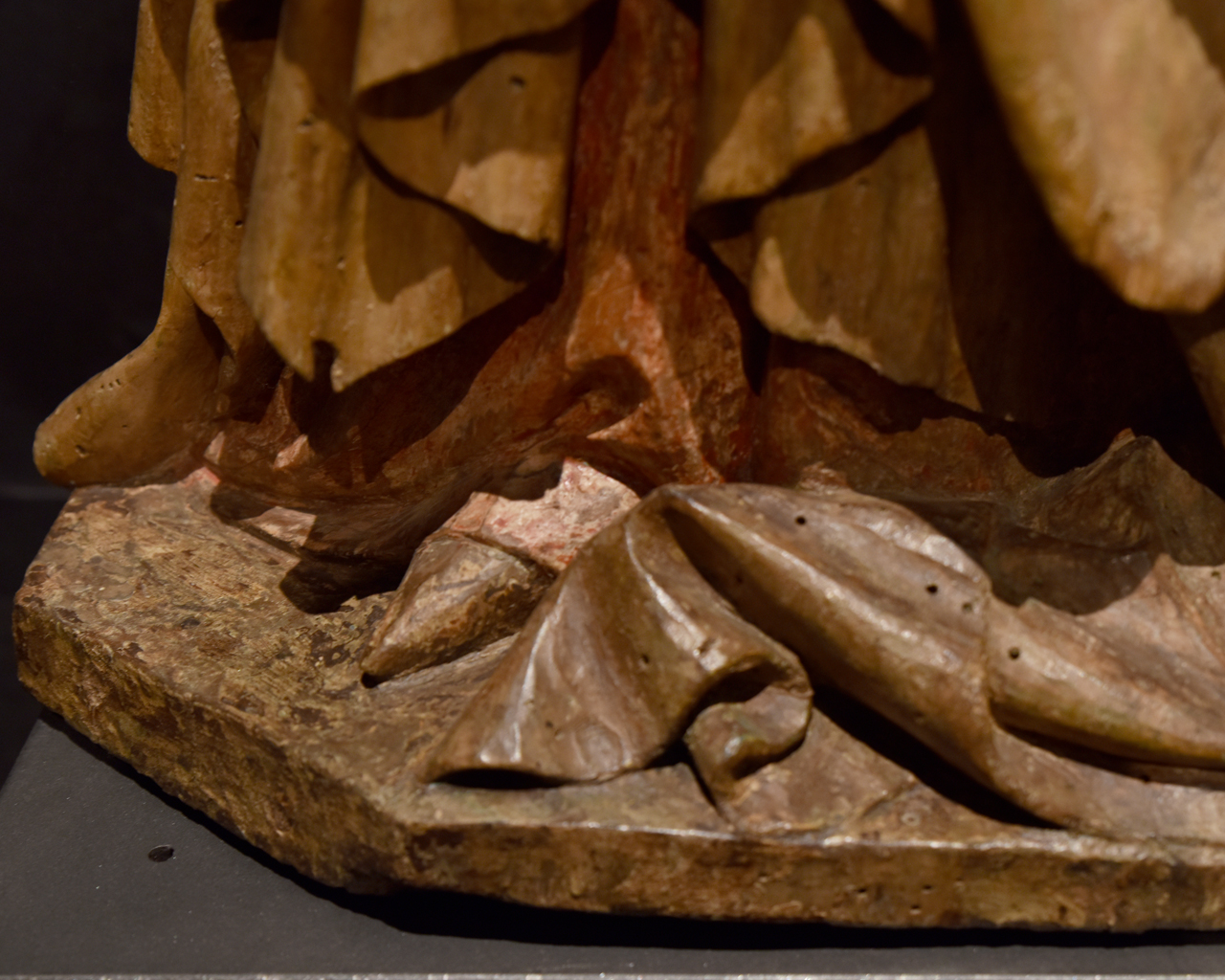
Pieta z Nesvačil, detail dolního záhybu pláště
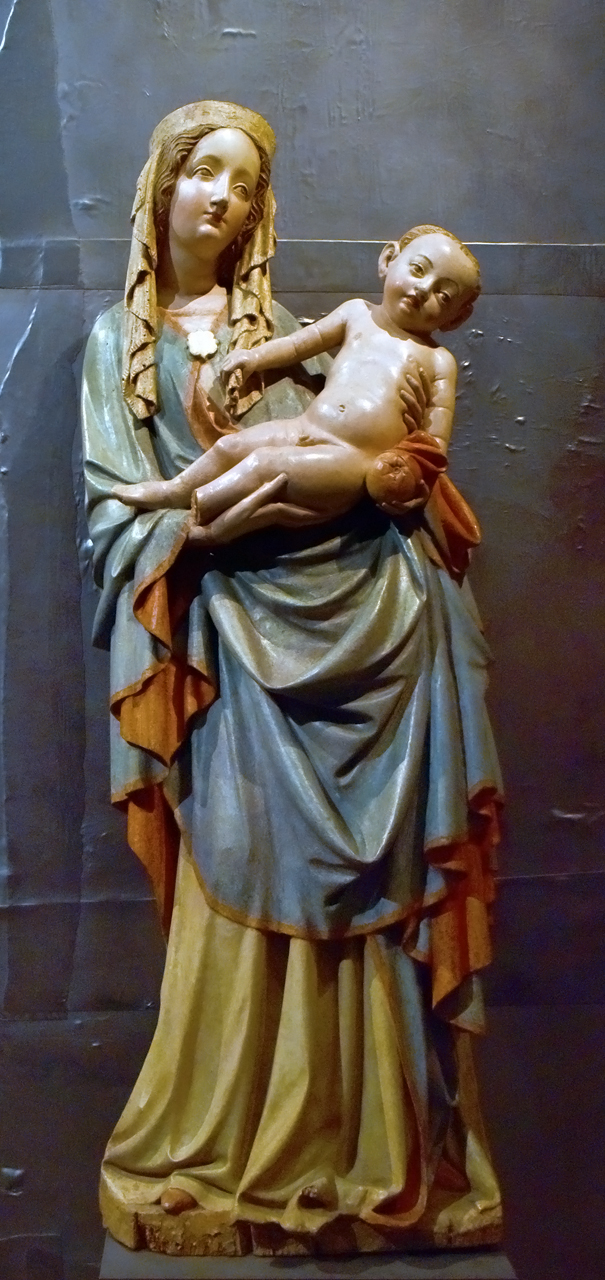
Madona z Nesvačil (kolem 1410), Národní galerie v Praze